# Gerhard von Frankenberg
Gerhard Hermann Robert Ludwig Ernst von Frankenberg und Ludwigsdorf (* 12. Dezember 1892 in Braunschweig; † 30. November 1969 in Hannover) war ein deutscher Zoologe, sozialdemokratischer Politiker, Landtagsabgeordneter des Freistaates Braunschweig und aktiver Monist.

## Frühe Jahre
Der Sohn des Juristen und Stadtrats Hermann von Frankenberg und Ludwigsdorf entstammte einer alten schlesischen Familie. Sein Urgroßvater Wilhelm von Frankenberg schloss sich im Jahre 1809 Herzog Friedrich Wilhelm von Braunschweig-Lüneburg-Oels in seinem Kampf gegen Napoleon an und wurde Offizier in der sogenannten „Schwarzen Schar“. 1815 wurde von Frankenberg in Quatrebras verwundet und siedelte sich danach im Braunschweigischen an.
Gerhard von Frankenberg machte 1911 auf dem Wilhelm-Gymnasium in Braunschweig sein Abitur und studierte anschließend in Heidelberg, Braunschweig und Leipzig Naturwissenschaften. Während des Ersten Weltkriegs wurde er am 5. August 1915 verwundet, deshalb ab dem 31. August 1916 wegen eines Herzleidens als „kriegsunbrauchbar“ und als zu 25 % erwerbsunfähig eingestuft, erhielt von da an eine Kriegsbeschädigtenrente. Trotzdem wurde er im Mai 1917 wieder zu Kriegs- bzw. Heeresdienstaufgaben herangezogen.

## Wissenschaftliche Karriere
Sein Studium der Naturwissenschaften hatte er mit seiner Promotion am 4. September 1914 in Leipzig bei Otto Hermann Steche als Dr. phil. abgeschlossen. Schon während seines Studiums hatte er in den Semesterferien im Naturhistorischen Museum Braunschweig gearbeitet und wurde dort Ende 1920 für einige Monate Volontärassistent. Nach einer Tätigkeit als Leiter des staatlichen Presseamtes Braunschweig (1920–1924) wurde er am 6. Dezember 1924 Museumsinspektor und stellvertretender Leiter des Naturhistorischen Museums. Am 1. Juli 1928 wurde er schließlich zum Museumsdirektor des Naturhistorischen Museums ernannt. Im selben Jahr erhielt er einen Lehrauftrag für Zoologie an der Technischen Hochschule Braunschweig. Er machte sich als Zoologe vor allem einen Namen mit populärwissenschaftlichen Werken.

## Politiker im Freistaat Braunschweig
Bereits 1919 trat von Frankenberg, der stets an die Ideale von Gleichheit und Gerechtigkeit glaubte, in die SPD ein. Dadurch geriet er in Konflikt mit dem konservativen Familienverband. Zwar wurde er stets von seinen Eltern unterstützt, doch Anfeindungen durch Onkeln und Vettern ließen ihn 1921 aus dem Familienverein austreten. 1922 wurde er in den Braunschweigischen Landtag gewählt, dem er bis 1933 angehörte. Dort setzte er sich stets für die sozial Schwachen ein und kämpfte auch gegen die Bonzen in der eigenen Partei.
Seit 1922 war er Mitglied der Deutschen Friedensgesellschaft. 1928 wurde er Gauführer des Reichsbanners Schwarz-Rot-Gold.

## Verfolgung durch das NS-Regime
Der Sozialdemokrat Frankenberg war den Nationalsozialisten stets ein Dorn im Auge, was er ab 1930, dem Jahr, in dem die NSDAP in einer Koalition mit der Bürgerlichen Einheitsliste (BEL) die Regierung in Braunschweig übernahm, zu spüren bekam. Er erhielt anonyme Drohbriefe und fühlte sich derart bedroht, dass er bereits im Februar 1931 einen Abschiedsbrief an seine Kinder für den Fall seines Todes hinterließ.
Mit Ablauf des Sommersemesters 1932 wurde er durch Verordnung des nationalsozialistischen Volksbildungsministers Dietrich Klagges von seinem Lehrauftrag an der TH Braunschweig, ohne Angabe von Gründen und ohne Anhörung, entbunden. Am 27. Mai 1933 wurde er nach § 4 des Gesetzes zur Wiederherstellung des Berufsbeamtentums wegen politischer Unzuverlässigkeit mit Wirkung zum 1. Juni aus dem braunschweigischen Staatsdienst und somit aus seiner Stelle als Museumsdirektor entlassen. Er erhielt nur 75 % der ihm zustehenden Ruhebezüge.
Im weiteren Verlauf des Jahres 1933 mussten er und seine Familie eingeworfene Fenster, Haussuchungen, Verhaftungen durch die SA, Denunziationen und Pöbeleien über sich ergehen lassen. Er zog schließlich nach Hannover, wo er weitgehend in Ruhe gelassen wurde und sich als selbständiger Schriftsteller und Fotograf betätigte. 1934 wurde sein Reisepass eingezogen. Schließlich wurde von Frankenberg am 22. August 1944 im Rahmen der Aktion Gitter von der Gestapo verhaftet und in das KZ Neuengamme gebracht, aus dem er am 20. September 1944 wieder entlassen wurde.
Am 28. September 1944 wurde er zur Wehrmacht eingezogen (Transport- u. Versandabteilung des Ersatzverpflegungsmagazins Hannover), wegen Krankheit im März 1945 aber wieder vom Dienst befreit.

## Die Zeit nach 1945
Gerhard von Frankenberg überlebte die nationalsozialistische Verfolgung und wurde bereits 1945 rehabilitiert. Er erhielt seine alte Stellung als Museumsdirektor zurück sowie an der TH Braunschweig eine planmäßige außerordentliche Professur und die Stelle des Direktors des Zoologischen Instituts. Auch wurde ihm 1955 eine Entschädigung für die ihm durch die Kürzung seines Ruhegehaltes von 1933 bis 1945 entgangenen Gelder zuerkannt. 1948 ging er aus gesundheitlichen Gründen (u. a. seines Herzleidens, das durch den Aufenthalt im KZ schwerer geworden war) in den Ruhestand. Seit 1949 war er Mitglied der Braunschweigischen Wissenschaftlichen Gesellschaft.

## Ehrungen
Die Stadt Hannover hat ihm zu Ehren einen Gerhard-von-Frankenberg-Weg benannt.

## Mitgliedschaften
- Sozialdemokratische Partei Deutschlands: 1919–1933 und ab 1945
- Deutscher Monistenbund („Freigeistige Aktion“): 1920–1956, 1947 Ehrenpräsident
- Deutsche Friedensgesellschaft: ab 1922
- Deutscher Volksbund für Geistesfreiheit: 1949–1959 Präsident, ab 1959 Ehrenpräsident
- Braunschweigische Wissenschaftliche Gesellschaft: ab 1949

## Werke
- Kapitalismus und Sozialismus. Braunschweig 1924
- Treue um Treue. Ein Wort an denkende Wähler zur Landtagswahl am 14.9.1930
- Das Wesen des Lebens. Braunschweig 1933
- Aquarienpflege für Jedermann. Stuttgart 1941
- Die Natur und wir. Berlin 1941
- Entdeckungen im Stadtwald. Berlin 1943
- Wunder am Wegesrand. Jena 1952
- Menschenrassen und Menschentum. Berlin 1956
- Zauberreich des Lebens. Berlin 1965